# Wahlen zum Repräsentantenhaus der Vereinigten Staaten 1848
Bei den Wahlen zum Repräsentantenhaus der Vereinigten Staaten 1848 wurden ab dem 7. August 1848 an verschiedenen Wahltagen die Abgeordneten des Repräsentantenhauses gewählt. Die Wahlen waren Teil der allgemeinen Wahlen zum 31. Kongress der Vereinigten Staaten in jenem Jahr, bei denen auch ein Drittel der US-Senatoren gewählt wurden. Gleichzeitig fand auch die Präsidentschaftswahl des Jahres 1848 statt, die General Zachary Taylor von der Whig Party gewann.
Zum Zeitpunkt der Wahlen bestanden die Vereinigten Staaten aus 30 Bundesstaaten (Wisconsin war inzwischen neu hinzugekommen). Die Zahl der zu wählenden Abgeordneten betrug 232. Die Sitzverteilung im Repräsentantenhaus basierte auf der Volkszählung von 1840.
Bei den Wahlen gewannen die Demokraten drei Sitze hinzu. Auf der anderen Seite verlor die United States Whig Party acht Sitze. Da es noch drei weitere kleinere Parteien gab (siehe unten) hatte keine der beiden großen Parteien eine absolute Mehrheit. Das machte eine Wahl der Führerschaft im Repräsentantenhaus schwierig. Erst nach 63 Wahlgängen und der Festlegung, dass eine einfache Mehrheit ausreichte, wurde der Demokrat Howell Cobb zum Speaker gewählt.
Das beherrschende Wahlkampfthema war noch immer der zwischenzeitlich beendete Mexikanisch-Amerikanische Krieg gewesen. Nach dem amerikanischen Sieg in diesem Krieg schlug die 1846 noch negative Stimmung zu Gunsten der Demokraten um, die diesen Krieg von Anfang an unterstützt hatten. Auch die Wahl des neuen Präsidenten Zachary Taylor, der zwar Kandidat der Whig Party war, versteht sich vor diesem Hintergrund. Taylor war ein erfolgreicher General in diesem Krieg gewesen und profitierte von seinen militärischen Erfolgen. Erwähnenswert ist auch der Einzug der neuen Free Soil Party in das Repräsentantenhaus mit gleich 9 Mandaten. Diese setzte sich unter anderem gegen die Ausweitung der Sklaverei in die nach dem Krieg neu zu den Vereinigten Staaten gekommenen Gebiete ein.
Frauen und Sklaven waren weder wahlberechtigt noch wählbar. In vielen Bundesstaaten waren auch freie Afroamerikaner von der Wahl ausgeschlossen.

## Wahlergebnis
- Demokratische Partei 113 (110) Sitze
- United States Whig Party: 108 (116) Sitze
- Free Soil Party: 9 (0) Sitze
- American Party: 1 (1) Sitz
- Sonstige: 1 (3) Sitze (Unabhängiger)

Gesamt: 232
In Klammern sind die Ergebnisse der letzten Wahl zwei Jahre zuvor. Veränderungen im Verlauf der Legislaturperiode, die nicht die Wahlen an sich betreffen, sind bei diesen Zahlen nicht berücksichtigt, werden aber im Artikel über den 31. Kongress im Abschnitt über die Mitglieder des Repräsentantenhauses bei den entsprechenden Namen der Abgeordneten vermerkt. Das Gleiche gilt für Wahlen in Staaten, die erst nach dem Beginn der Legislaturperiode der Union beitraten. Daher kommt es in den Quellen gelegentlich zu unterschiedlichen Angaben, da manchmal Veränderungen während der Legislaturperiode in die Zahlen eingearbeitet wurden und manchmal nicht.